# Teofil Bereżnycki
Teofil Bereżnycki herbu Sas (ur. 1836, zm. 30 sierpnia 1895 we Lwowie) – ukraiński prawnik, działacz narodowy i społeczny, poseł do Sejmu Krajowego Galicji V i VI kadencji.
Z zawodu sędzia, członek Wydziału Krajowego. W 1891 jeden z założycieli Towarzystwa Ubezpieczeń Wzajemnych „Dnister”, w 1889 przewodniczący Głównego Ruskiego Komitetu Wyborczego.